# No One Like You
No One Like You е известна песен на германската рок група „Скорпиънс“, издадена като сингъл през март 1982 г. от „Харвест Рекърдс“ и включена като трета песен в албума Blackout, издаден от „Мъркюри Рекърдс“ няколко дни по-късно. На 29 май 1982 г., сингълът достига до № 1 в „Билборд“ САЩ рок песни, докато в класацията на „Билборд Хот 100“ достига № 65 на 17 юли същата година. Според прекараните седмици в класацията на „Билборд“ рок песни за 1982 г., No One Like You е поставена под № 9 сред 100-те най-продължително присъстващи песни в класацията за календарната година.
С видеоклип заснет на остров „Алкатрас“, No One Like You се превръща в значителен хит, който помага „вратите на „Ем Ти Ви“ да се отворят“ за групата, издигайки кариерния профил на „Скорпиънс“ в Америка на следващото ниво.
През юни 1985 г. сингълът е преиздаден на 12-инчова винилова плоча от „Харвест Рекърдс“ в Европа и „Мъркюри Рекърдс“ в САЩ, заедно с песните The Zoo и Big City Nights на обратната страна, всичките включени в албума записан на живо World Wide Live (1985).
No One Like You попада и в повечето официални компилации на групата, включително и такива, издавани от други компании, като албума на „Билборд“ Billboard Top Album Hits 1982, издаден през 1997 г. от „Райно Ентъртейнмънт“. Песента присъства в някои видео албуми записани на живо на Скорпиънс, като гореспоменатия World Wide Live (1985), Live at Wacken Open Air (2006) и MTV Unplugged in Athens.

## Описание
Текстът е написана от Клаус Майне, а музиката е композирана от Рудолф Шенкер, No One Like You е песен, в която се пее за човек, който е изгубил любовта си и който се опитва да си я върне. Въпреки че някои части от текста биха били причислени към концепцията за „мощна“ балада, песента има прости, но завладяващи хардрок рифове и барабани, настроени към ритъм китарата в соло изпълненията на Матиас Ябс, които въпреки че звучат клиширано според музикалните критици, това не пречи на „идеалното количество хардрок“ в песента. Поради тази причина No One Like You се счита като началото на големия търговски успех на групата и като класически хит от 1980-те години.

## Музикален клип
За популяризирането на песента, през същата година е записан музикален видеоклип в град Сан Франциско (Калифорния), режисиран от Марти Калнър и Харт Пери, това е и първият професионално записан видеоклип на „Скорпиънс“. Неговият сюжет е развит върху история, в която вокалистът Клаус Майн е осъден на смърт в затвора в „Алкатрас“, където останалите членове на групата също са затворени. В друга сцена от видеото, Рудолф Шенкер се показва в образ, който имитира обложката на албума Blackout, създадена от Готфрид Хелнвайн. Клипът приключва, когато Клаус Майне се събужда уплашен, наблюдавайки остров Алкатрас, а всичко се оказва сън.

## Изпълнения на живо
За първи път, No One Like You е изпълнена на живо на 15 април 1982 г. в Нюкасъл, Англия, като част от световното концертно турне Blackout Tour. Оттогава песента е неизменна част от всяко едно турне на групата и със своите над 600 на брой изпълнения на живо, е тринадесетата най-често изпълнявана песен от „Скорпиънс“. Изпълнители, като Алекс Сколник, Сара Брайтман и много други, редовно включват No One Like You в своите концерти.

## Други версии
През 2011 г., песента е отново записана от „Скорпиънс“ и издадена в кавър албума Comeblack. През годините, песента е записвана и от други изпълнители, като пънк рок групата Лагвагон в техния албум Let's Talk About Leftovers от 2002 г., както и от бившия китарист на северноамериканската група Докен – Джордж Линч, който записва No One Like You за трибютния си албум в чест на Скорпиънс Scorpion Tale, заедно с Джизи Пърл на вокалите. Тя се появява във видеоигрите Guitar Hero Encore: Rocks the 80s и Rock Band 4. Включена е и в телевизионни сериали и филми, сред които – Свръхестествено (сезон 1; еп. 8) и Рок завинаги (2012).

## Списък с песните

### Оригинална версия от 1982 година
1. No One Like You (Клаус Майне и Рудолф Шенкер) – 3:57
2. Now! (Рудолф Шенкер, Клаус Майне и Херман Раребел) – 2:35

### Версията записана на живо от 1985 година
1. No One Like You“– 4:07
2. Big City Nights (Клаус Майне и Рудолф Шенкер) – 5:46
3. The Zoo (Клаус Майне и Рудолф Шенкер) – 4:49

## Позиция в класациите
| Година | Класация                                          | Позиция |
| ------ | ------------------------------------------------- | ------- |
| 1982   | Рок песни (САЩ)                                   | 1       |
| 1982   | Канада                                            | 49      |
| 1982   | „Ю Кей Сингълс Чарт“ (Обединеното кралство)       | 64      |
| 1982   | „Билборд Хот 100“ (САЩ)                           | 65      |
| 1985   | Германия                                          | 40      |
| 1985   | Франция                                           | 69      |
| 2017   | „Билборд“ Продажби на хардрок цифрови песни (САЩ) | 18      |

## Музиканти
- Клаус Майне – вокали
- Рудолф Шенкер – китари
- Матиас Ябс – китари
- Франсис Буххолц – електическа бас китара
- Херман Раребел – барабани